# Gejagt bis zum Morgen
Gejagt bis zum Morgen ist ein deutscher Spielfilm aus dem DEFA-Studio für Spielfilme von Joachim Hasler aus dem Jahr 1957 nach dem autobiographischen Roman Ein Prolet erzählt von Ludwig Turek aus dem Jahr 1930.

## Handlung
Herr Kurda, der als Rangierer bei der Bahn arbeitet, verliert durch einen Arbeitsunfall sein Leben. Nun stehen seine Frau und seine beiden Kinder, zu Beginn des 20. Jahrhunderts, allein da. Die Mutter schlägt sich mit Gelegenheitsarbeiten durchs Leben und Ludwig, der 13-jährige ältere Sohn, versucht durch Organisieren und Betteln etwas zum Lebensunterhalt beizutragen.
Eines Tages, die großen Kinder spielen mit den Loren einer Feldbahn und Ludwigs kleiner Bruder Ulli soll eine Weiche sein, verschwindet dieser, da er keine Lust hat zu warten, bis die anderen wieder zurückkommen. Sein Weg führt ihn zum Bahnhof, wo er unter einen wartenden Zug kriecht, um dort Eisenbahner zu spielen. Inzwischen wird er von seiner Mutter vermisst und gemeinsam mit Ludwig suchen sie ihn auf dem Bahnhof, wo er sich bereits mehrfach aufgehalten hatte. Völlig durchnässt und verfroren wird er nach der Abfahrt des Zuges auf den Gleisen entdeckt und zu Hause mit Fieber sofort ins Bett gesteckt. Doch um das Zimmer zu erwärmen, fehlen die Kohlen.
Ludwig macht sich mit einem Sack auf den Weg zum Hafen, um dort gemeinsam mit vielen Anderen, die beim Verladen heruntergefallenen Kohlen aufzulesen. Hier wird ihm der Sack von einem kaiserlichen Polizisten weggenommen. Als ihm ein Schiffer verspricht, ihm zwei Säcke zu schenken, wenn er in das Wasser springt, überlegt er nicht lange und macht das, obwohl er nicht schwimmen kann. Während ihn die Schiffer aus dem Wasser retten, kommen mehrere Polizisten und räumen das Hafengelände von den kohlesuchenden Leuten. Ludwig wird im Schiff versteckt und bevor er nach Hause geschickt wird, neu eingekleidet sowie mit Brot, Eiern und Wurst versorgt. Auch einen Sack mit Kohlen darf er mitnehmen.
Karl Baumann, der Frau Kurda liebt, lädt diese zu einer Feier der organisierten Drucker ein. Da Ulli immer noch im Bett liegt, bittet sie Mutter Bühnemann auf ihn aufzupassen, denn ihr liegt auch etwas an Herrn Baumann. Sie verbringen einen schönen Abend, bis Ludwig auf dem Fest erscheint und seiner Mutter sagt, dass Ulli an der Lungenentzündung verstorben ist. Der Vater Karls ist Tischler und soll nun einen Sarg für den Jungen zimmern, wofür Ludwig sogar sein Bett opfern will, da ihn Schuldgefühle am Tod seines Bruders plagen. Auf dem Friedhof kommt es zu einem Unfall, Baumann ist betrunken und stürzt in eine offene Grabstelle. Ludwig bekommt es mit der Angst zu tun, als er merkt, dass der Alte tot ist und bedeckt die Grube mit Erde. Die Polizei vermutet sehr schnell, dass Ludwig der Täter ist, doch Karl, der als Sozialist mit der Polizei ebenfalls auf Kriegsfuß steht, ist von der Unschuld des Jungen überzeugt. Auf der Polizeiwache erfährt er zudem von dem Gerichtsarzt, dass sein Vater durch einen Herzschlag gestorben ist. Er verlangt von der Polizei, die Suche einzustellen und die Mutter zu informieren, dass ihr Sohn kein Mörder ist.
In der Zukunft werden Karl Baumann und Martha Kurda, die eine Arbeitsstelle in der Druckerei bekommt, ein Paar sein und Ludwig wird dort den Beruf eines Druckers erlernen.

## Produktion und Veröffentlichung
Gejagt bis zum Morgen wurde als Schwarzweißfilm gedreht und hatte seine Uraufführung am 6. Dezember 1957 im Berliner Kino Colosseum. Die Außenaufnahmen des Breitwandfilms entstanden in Görlitz und Berlin. Im Deutschen Fernsehfunk wurde der Film das erste Mal am 7. Februar 1958 gezeigt.
Die Dramaturgie lag in den Händen von Marieluise Steinhauer.

## Kritik
In der Berliner Zeitung war zu lesen:

„Es ist ein Mangel des Films, daß er einen beträchtlichen Anlauf braucht bevor er den Betrachter richtig fesseln kann. Im ersten Filmdrittel hätte man kühner fotografieren und auch schneiden können. Insgesamt: ein guter Film, ein spannender Film und ein nützlicher Film — besonders für die Allzuvergeßlichen.“

Horst Knietzsch schrieb im Neuen Deutschland über die erste Regiearbeit Joachim Haslers:

„Das ist keine recht und schlecht zusammengehauene Anfängerarbeit, kein Verlegenheitsauftrag der Studioleitung, sondern einer der eindrucksvollsten DEFA-Filme der letzten Jahre, den das Berliner Premierenpublikum mit stürmischem Beifall quittierte.“

Das Lexikon des internationalen Films schreibt, dass der Film das soziale Elend einer Arbeiterfamilie in Berlin um die Jahrhundertwende schildert. Er ist eindringlich gespielt, expressiv und konturenreich fotografiert, aber dramaturgisch mit einigen Mängeln behaftet.